# Фрікономіка
«Фрікономіка» (англ. Freakonomics, від freak + economics) — це дебютна нехудожня книга економіста Університету Чикаго Стівена Левітта і журналіста New York Times Стефана Дж. Дабнера. Її було опубліковано 12 квітня 2005 року видавництвом Вільяма Морроу. Книга описується як злиття поп-культури та економіки. Станом на 2010 рік було продано понад 4 мільйони примірників у всьому світі. Український переклад книги вийшов друком 2017 року у видавництві «Наш формат».

## Загальний огляд
Книга є набором «економічних» статей написаних Левіттом — експертом, що заслужив репутацію застосовуючи економічну теорію в різних царинах, що зазвичай не належать до «традиційної» економіки; тим не менш, він приймає стандартну неокласичну мікроекономічну модель раціональної максимізації вигоди. У «Фрікономіці», Левітт та Дабнер стверджують, що економіка є, по суті, наукою про стимули. Книга містить наступні розділи:
- Розділ 1: Викриття шахрайства що вчителювання і борців сумо, а також в типовому бейгел-бізнесі в окрузі Вашингтон та щодо його клієнтів
- Розділ 2: Інформаційний контроль застосований до Ку-клукс-клану та агентів нерухомості.
- Розділ 3: Економіка наркоторгівлі, включаючи несподівано низькі заробітки та принижуючі умови праці продавців крек-кокаїну.
- Розділ 4: Роль легалізації абортів у зменшені злочинності, яка контрастує з її впливом на політику та крах румунського диктатора (Левітт досліджував цю тему раніше в статті «Вплив легалізованих абортів на злочинність» написану в співавторстві з Джоном Донахью).
- Розділ 5: Нехтувано-малий вплив хорошого батьківства на освіту
- Розділ 6: Соціоекономічні патерни іменування дітей (іменний детермінізм)

Один з прикладів як автори застосовують економічну теорії поза її традиційним полем є приклад з махлюванням серед борців сумо. У турнірі сумо всі борці в топ-дивізіоні змагаються в 15 матчах і понижаються, якщо вони не переможуть хоча б у 8 з них. Спільнота сумо є дуже замкнутою і топ-борці зазвичай знають одне одного особисто. Автори прослідкували за останніми матчами борців, які мають 7 перемог і 7 поразок і їм залишається здобути лише одну перемогу для того щоб залишитись в лізі проти борців в яких вже є 8 перемог і лише 6 поразок. Статистично, борець 7-7 мав би мати трішки менше шансів на перемогу ніж його супротивник, адже борець 8-6 є трохи вправнішим (в нього на 1 перемогу більше). Однак, борці 7-7 перемагають у 80 % поєдинків. Левітт використовує цю статистику та інші дані матчів сумо, а також припущення про поширення корупції, щоб зробити висновок, що ті, хто вже виграли 8 матчів піддаються тим в кого лише 7 перемог і дозволяють їм виграти, адже вони вже захистили свою позицію в даному турнірі. Незважаючи засудження претензій до Японської Асоціації Сумо після публікації книги в 2005 році, в 2011 році Гран-турнір в Токіо був скасований в перший раз з 1946 року через звинувачення в договірних матчах.

## Критика
Фрікономіка критикується швидше як робота по соціології чи/або по кримінології ніж реальна економіка. Ізраїльський економіст Аріель Рубінштейн критикує книгу за те що в ній використовується двозначна статистика та скаржиться що «такі економісти як Левітт вихваляються в чужих галузях», говорячи що «зв'язок з економікою ще нічого не означає» і що книга є прикладом «економічного імперіалізму». Американський економіст Арнольд Клінг припустив що книга є «аматорською соціологією»

## Блог Фрікономіка
В 2005 році автори започаткували власний блог, метою якого є продовжити «розмову» розпочату в книзі.

## Суперфрікономіка
В 2007 році Стефан Дабнер анонсував продовження книжки, що називається «Суперфрікономіка». Книжка була опублікована в Європі та США в 2009 році.

## Радіо Фрікономіка
Основна стаття: Freakonomics Radio
В 2010 році Marketplace radio оголосило про створення подкасту «Фрікономік» з ведучими Дабнером та Левіттом. Подкаст доступний на iTunes та виходить щотижня на NRP.

## Екранізація
В 2010 році вийшов документальний фільм-адаптація Freakonomics: The Movie (бюджет близько 3 млн.$) в форматі антології.

## Компанія Фрікономіка
2009 року Стівен Левітт заснував консалтингову компанію Freakonomics Consulting Group, яка стала TGG Group. Співзасновниками компанії стали Нобелівські лауреати Деніел Канеман та Гері Беккер а також декілька інших відомих економістів.